# 国民年金印紙
国民年金印紙（こくみんねんきんいんし）は、国民年金の保険料の納付に使用されていた印紙。
平成14年3月31日以前、国民年金法（昭和34年法律141号）は、その第92条で、
1. 保険料を納期限前に納付するには、厚生労働省令で定める場合を除いて、国民年金印紙による納付の方法によらなければならない。四月から翌年の二月までの各月の保険料を納期限の経過後における最初の四月三十日までの間に納付するときも、同様とする。
2. 略
3. 国民年金印紙による保険料の納付は、国民年金手帳の所定欄に国民年金印紙をはり付け、これを市町村長に提出し、その検認を受けることによつて、行うものとする。
4. 略

と規定し、国民年金印紙が発行されていた。国民年金印紙の形式(昭和52年大蔵省告示20号)では、10円、100円、1,000円、5,000円、1万円、5万円、10万円、50万円、100万円、200万円の10種類が定められていた。地方分権一括法により国民年金印紙による納付制度は廃止され、使用されなくなった。